# Piotr Sozański
Piotr Sozański (ur. 22 marca 1964 we Wrocławiu) – polski szpadzista, indywidualny mistrz Polski (1985), następnie trener.

## Życiorys

### Kluby
Był zawodnikiem AZS Politechnika Wrocław, gdzie trenowali go Weronika Medyńska i Adam Medyński, a od 1991 AZS AWF Katowice. 

### Kariera juniorska
W 1980 pierwszy raz stanął na podium większej imprezy, zdobywając srebro w turnieju drużynowym Ogólnopolskiej Spartakiady Młodzieży. W 1981 zwyciężył w kolejnej edycji Spartakiady zarówno w turnieju indywidualnym, jak i drużynowym. W mistrzostwach Polski juniorów zdobył złoty medal w turnieju drużynowym w 1981 i 1982, srebrny w 1984, a indywidualnie złoty medal w 1983 i brązowy w 1982. Uczestniczył też bez sukcesu w mistrzostwach świata juniorów w 1983 i 1984.

### Kariera seniorska
Był mistrzem Polski w turnieju indywidualnym w 1985 oraz wicemistrzem w 1992. Drużynowo zdobył mistrzostwo Polski w 1983, 1984, 1985, 1986 (Z AZS Politechnika), wicemistrzostwo w 1991 (z AZS AWF Katowice), brązowy medal w 1989 (z AZS Politechnika).
W 1986 zwyciężył indywidualnie na Akademickich Mistrzostwach Polski. Uczestniczył też bez sukcesów w mistrzostwach świata w 1985, mistrzostwach Europy w 1983, Uniwersjadzie w 1985.

### Kariera trenerska
Uprawnienia trenerskie zdobył w 1991. W latach 90. wyjechał do Niemiec, pracuje w klubie Heidenheimer SB, a jego najwybitniejszymi zawodniczkami są jego córka Monika Sozanska i Ricarda Multerer, medalistki mistrzostw świata i olimpijki z Londynu (2012). Ze swoim klubem zdobył wiele medali mistrzostw Niemiec w różnych kategoriach wiekowych.
Od 2009 jest równocześnie trenerem niemieckiej kadry szpadzistek, którą poprowadził do brązowego (2009) i srebrnego (2010) medalu mistrzostw świata w turnieju drużynowym.